# ハシブトガラ
ハシブトガラ（嘴太雀、学名:Parus palustris）は、スズメ目シジュウカラ科に分類される鳥類の一種。

## 分布
ヨーロッパ、アジア東部にかけて分布する。
日本では北海道に留鳥として生息する。

## 形態
全長約12cm。コガラに似るが頭部の黒色が濃く、嘴がやや太い。雌雄同色である。

## 生態
平地から山地にかけての落葉広葉樹林に生息する。非繁殖期は小群で行動し、他のカラ類とも混群を作る。
主に昆虫やクモを捕食するが、冬季には木の実や種子なども食べる。
繁殖は年に2回で、4-7月にかけて繁殖する。樹洞やキツツキの古巣、巣箱にコケや獣毛などを用いた皿形の巣を作り、5-8卵を産む。抱卵日数は13-17日で、メスのみが抱卵する。雛への給餌は雌雄で行い、雛は孵化してから16-21日で巣立つが、巣立ち後一週間程度は親からの給餌を受ける。
人に対して比較的警戒心が薄く、手の平に餌を載せておくと食べに来る個体もいる。

## 画像

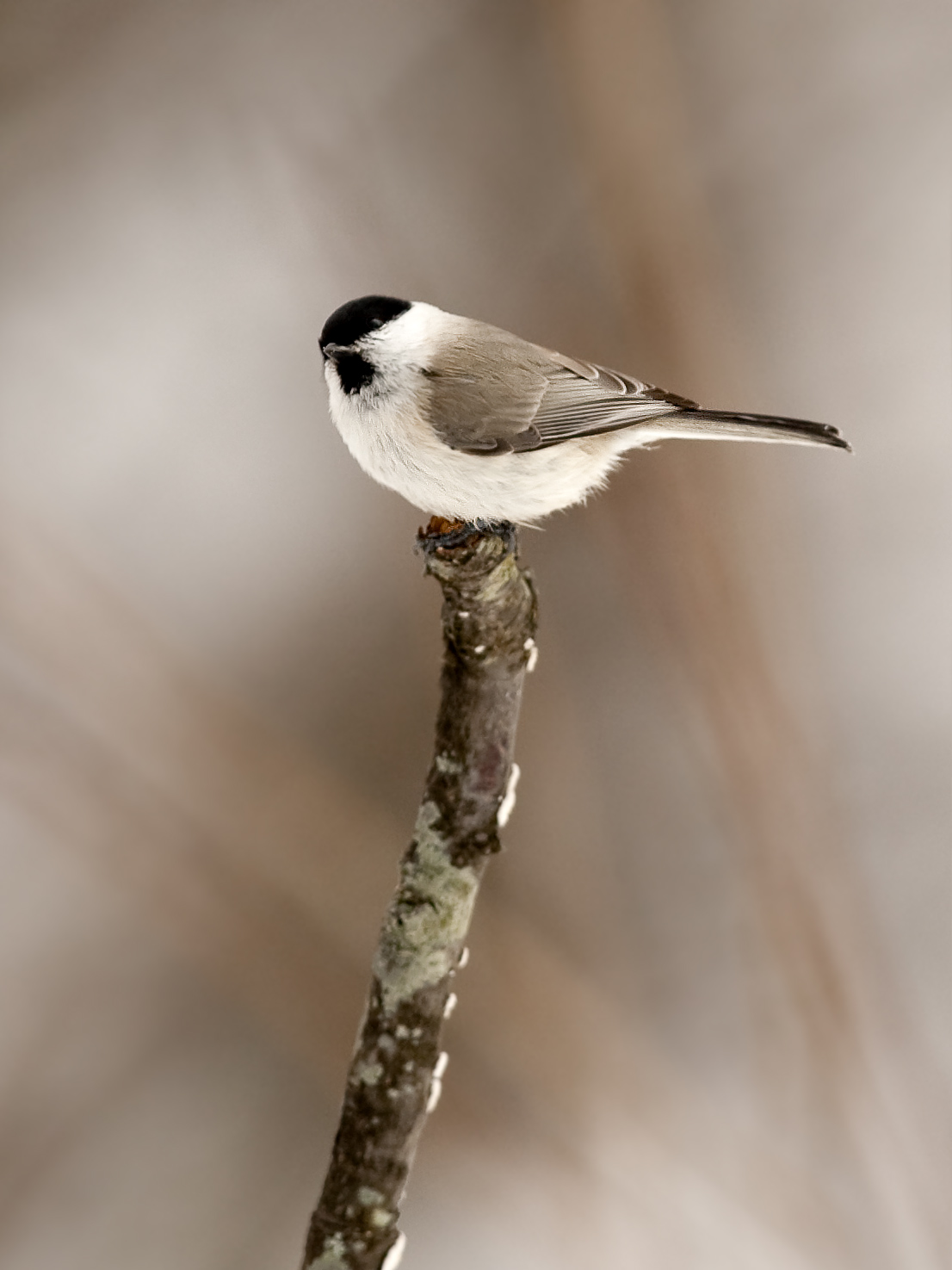
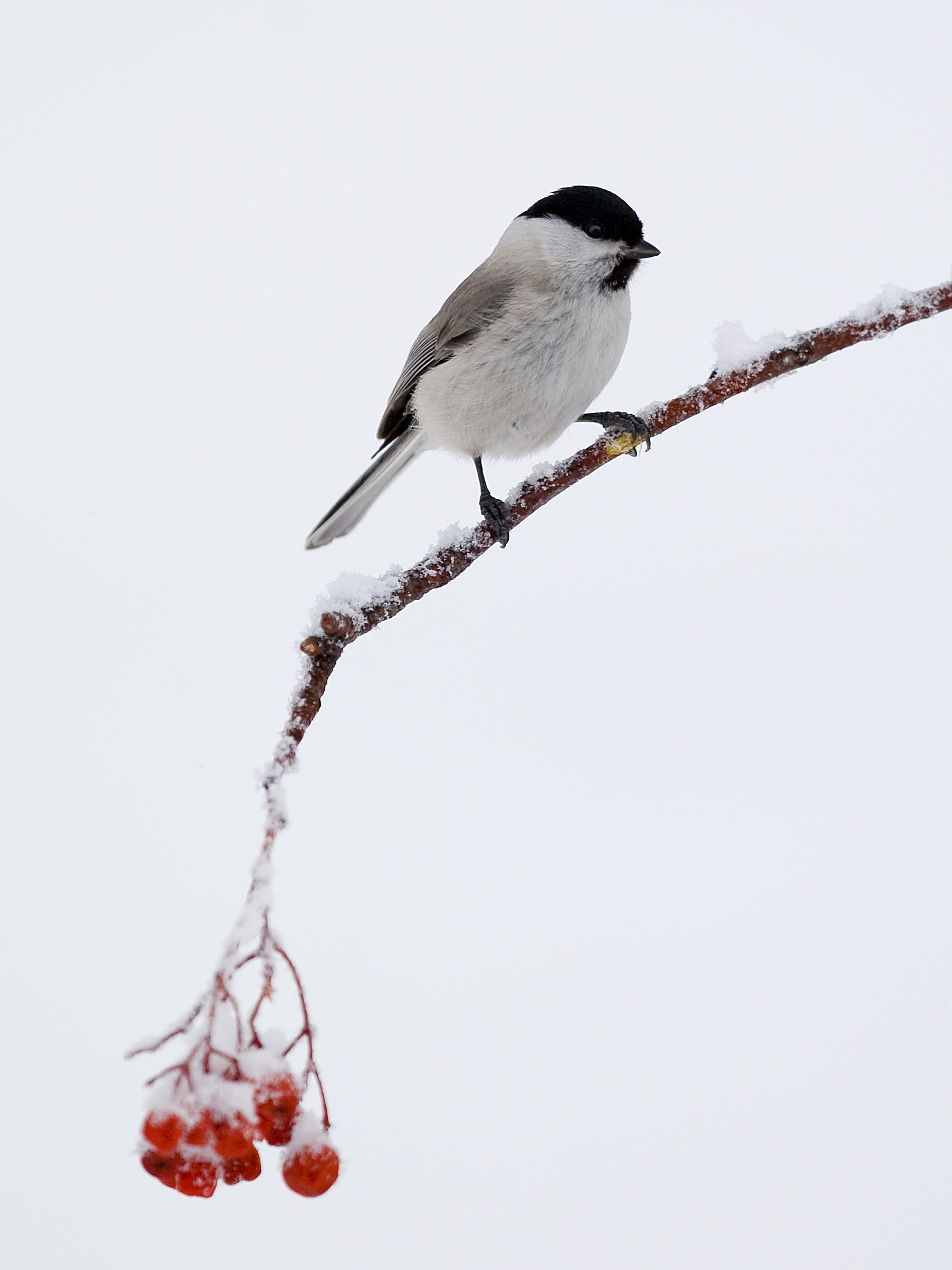
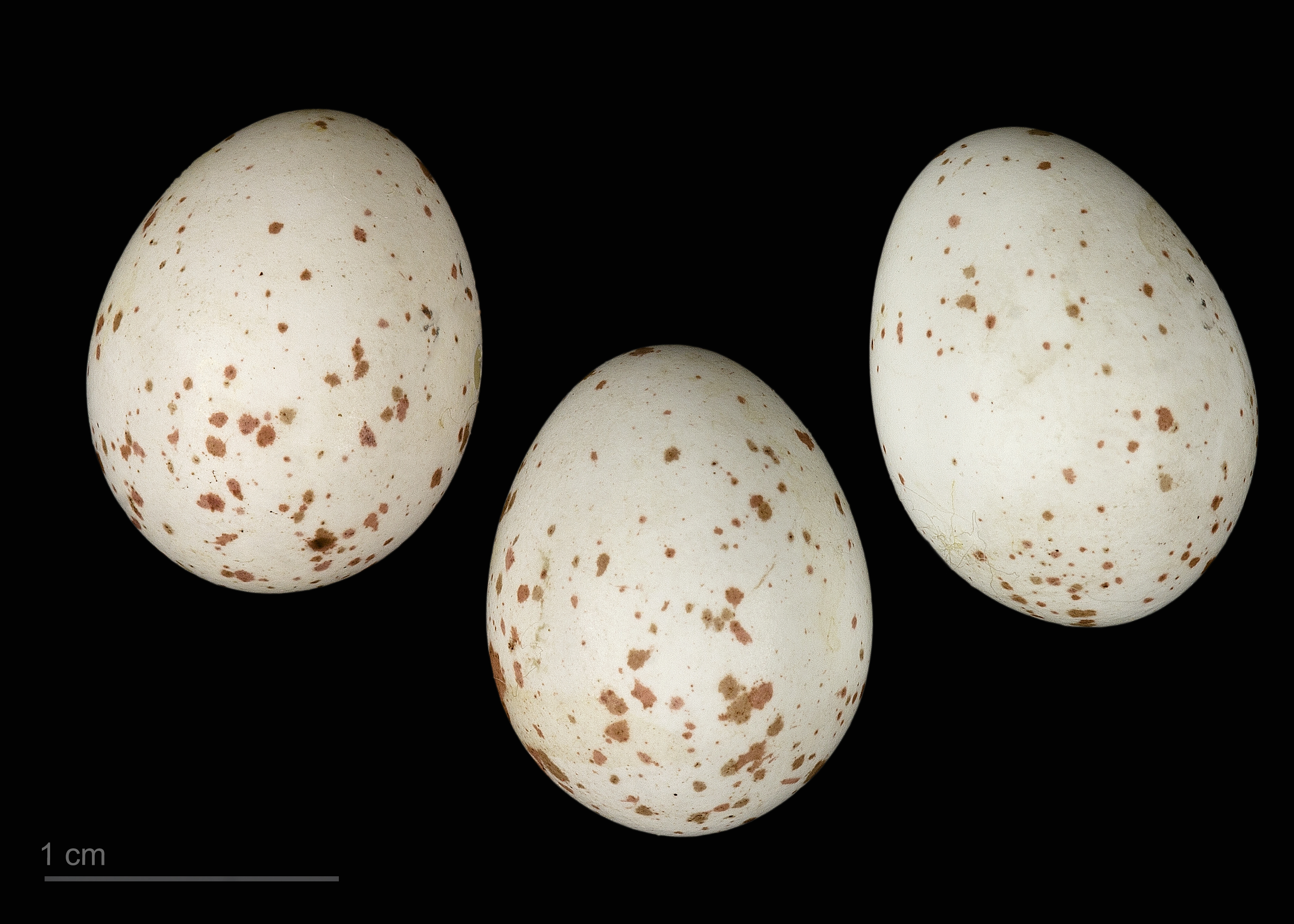
Poecile palustris